# Demadiana
Demadiana is een geslacht van spinnen uit de  familie van de Arkyidae.

## Soorten
- Demadiana carrai Framenau, Scharff & Harvey, 2010
- Demadiana cerula (Simon, 1908)
- Demadiana complicata Framenau, Scharff & Harvey, 2010
- Demadiana diabolus Framenau, Scharff & Harvey, 2010
- Demadiana milledgei Framenau, Scharff & Harvey, 2010
- Demadiana simplex (Karsch, 1878)